# SlimDX
SlimDX ist ein freies Framework für DirectX-Programmierung auf Basis des .Net-Frameworks. SlimDX stellt eine .NET-API bereit, die den Zugriff auf DirectX aus den .NET-Sprachen C#, VB.NET und IronPython ermöglicht. Der Quellcode steht unter MIT-Lizenz. Leitende Entwickler des Projekts waren Promit Roy, Mike Popoloski und Josh Petrie. Das Framework kam vor allem in der Spieleentwicklung zum Einsatz. Zu den Spielen, bei deren Entwicklung SlimDX genutzt wurde, gehören Star Wars: The Force Unleashed (LucasArts, 2008) und Operation Flashpoint: Dragon Rising (Codemasters, 2009).

## Unterstützte APIs
SlimDX unterstützt unter anderem folgende APIs und Funktionen:
- Math Library
- Direct3D 9
- Direct3D 9Ex
- Direct3D 10
- Direct3D 10.1
- Direct3D 11
- Direct2D
- D3DCompiler
- DirectWrite
- DirectInput
- DirectSound
- DXGI
- DXGI 1.1
- Windows Multimedia
- Raw Input
- X3DAudio
- XAPO
- XACT3
- XAudio 2
- XInput

Da SlimDX im Wesentlichen eine Abstraktionsschicht über dem Windows-eigenen DirectX bildet, sind andere Betriebssysteme wie macOS und Linux sowie die Grafikschnittstellen OpenGL und OpenAL nicht unterstützt.

## Anwendung
SlimDX kam unter anderem in folgenden Projekten zum Einsatz:
- Spiderman: Web of Shadows (Activision, 2008)
- Star Wars: The Force Unleashed (LucasArts, 2008)
- Operation Flashpoint: Dragon Rising (Codemasters, 2009)
- 2XL Supercross (2XL Games, 2009)
- AI War: Fleet Command (Arcen Games, 2009) (nutzte SlimDX bis Version 4.0)[4][5]
- diverse Spiele von Zipper Interactive
- vvvv

## Vergleichbare Frameworks
Alternative Frameworks mit individuellen Vor- und Nachteilen gegenüber SlimDX sind XNA Game Studio, Managed DirectX, Windows Code Pack, OpenTK und SharpDX.